# Miria Obote
Miria Obote (nombre de nacimiento Miria Kalule, 16 de julio de 1936) es una política y la ex primera dama de Uganda, viuda del ex primer ministro y presidente Milton Obote. Fue candidata en las elecciones presidenciales de febrero de 2006. 

## Biografía
Miria Kalule nació en Kawempe, fue hija de Bulasio Kalule, un funcionario que trabajó con el Departamento de Mantenimiento de Carreteras en el Ministerio de Obras y su esposa Malita.
Asistió a la escuela secundaria Gayaza y luego a la Universidad Makerere.
Miria Obote regresó a Uganda desde Zambia en octubre de 2005, después de 20 años en el exilio, para enterrar a su esposo. Dos meses después, fue elegida como jefa del Congreso Popular de Uganda (UPC) y como candidata presidencial para las próximas elecciones. La UPC fue fundada por su esposo y dirigida por él hasta su muerte. Obtuvo el 0.6% de los votos en las elecciones presidenciales del 23 de febrero de 2006, que ganó el presidente en funciones, Yoweri Museveni.

## Vida personal
Miria se casó con Milton Obote en noviembre de 1963 y tuvieron 4 hijos, incluido Jimmy Akena, miembro del Parlamento que representa a Lira Municipality.